# Turkiella tridentatus
Turkiella tridentatus là một loài ruồi trong họ Asilidae. Turkiella tridentatus được Loew miêu tả năm 1871.